# Pasewalk
Pasewalk är en stad i det tyska förbundslandet Mecklenburg-Vorpommern.

## Geografi
Staden ligger cirka 20 kilometer väster om gränsen till Polen i distriktet Vorpommern-Greifswald. Genom staden flyter ån Uecker. Söder om Pasewalk ansluter ett kuperat område som kännetecknas av jordbruk och norr om staden ligger ett större hedområde.

## Historia
Ett samhälle existerade troligen redan under 1000-talet, orten nämns i alla fall i en icke officiell familjekrönika. Namnet bildas av de slaviska orden poz (för en naturliga vall) och wolc (för varg). Den första urkunden med det nuvarande namnet Pasewalk är från 1240. 1276 betecknas orten för första gången som stad ("civitas") men det antas att stadsrättigheterna är något äldre.
Under historiens lopp tillhörde staden olika brandenburgska och pommerska grevar. Under 1300-talet fick staden en ringmur och på grund av ständiga krig tillfogades inga bostadskvarter utanför muren. Som enda stad i den dåvarande regionen Uckermark var Pasewalk medlem i Hansan.
Under trettioåriga kriget blev staden nästan helt nedbränd av kejserliga enheter. Vid den Westfaliska freden 1648 blev staden en del av Svenska Pommern och efter det stora nordiska kriget 1720 tillhörde Pasewalk Preussen. Efter 1812 flyttade många judar från östra regioner till staden.
Den industriella revolutionen medförde för Pasewalk flera gynnsamma förändringar. 1863 fick orten anslutning till järnvägsnätet med två korsande linjer. Under denna tid byggdes många hus utanför ringmuren.
I samband med nazisternas maktövertagande brändes stadens synagoga och den judiska kyrkogården förstördes. I slutskedet av andra världskriget skadades stora delar av staden men den historiska ringmuren blev till största delen kvar.

### Befolkningsutveckling
Befolkningsutveckling  i Pasewalk
Källa:,,

## Kommunikationer
Pasewalk har anslutning till motorvägen A20. Förbundsvägen (tyska:Bundesstraße) B 104 sammanlänkar staden med Neubrandenburg och Polen. B 109 är den nord-sydliga förbindelsen från Anklam och Greifswald till Berlin.
Förutom de nämnda järnvägslinjerna har staden en mindre flygplats i ortsdelen Franzfelde.

## Galleri

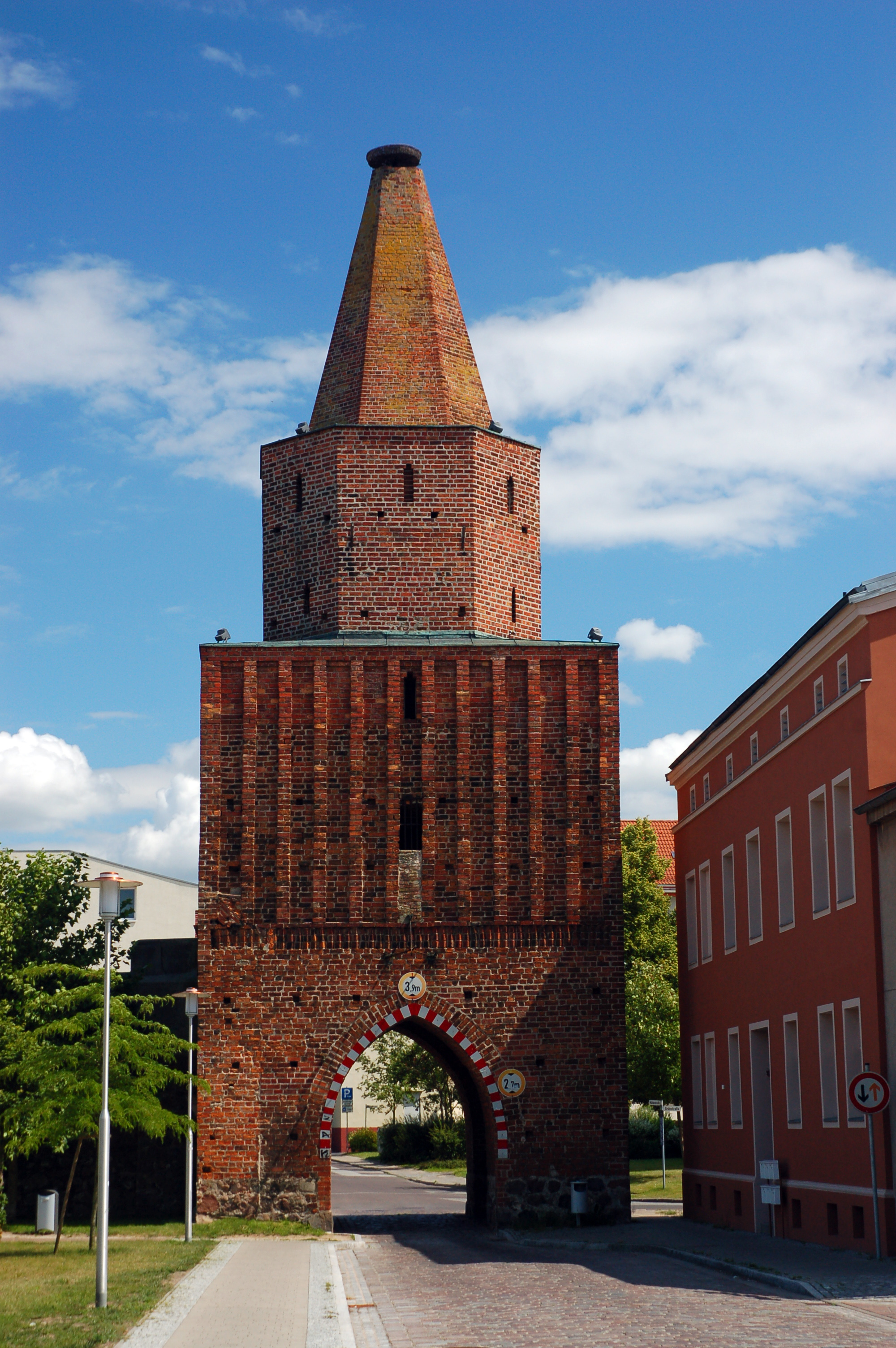
En av stadsportarna
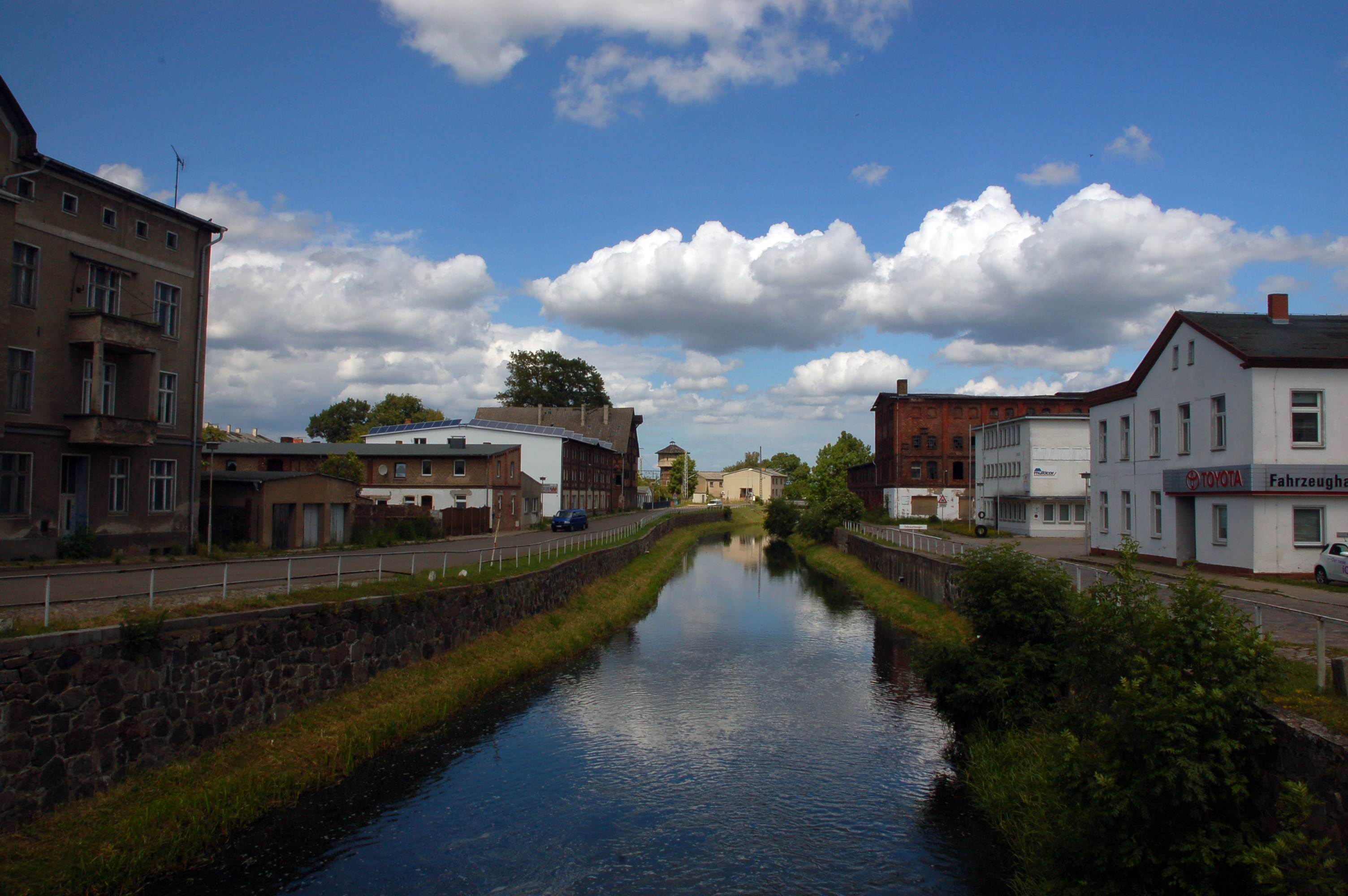
Floden Uecker
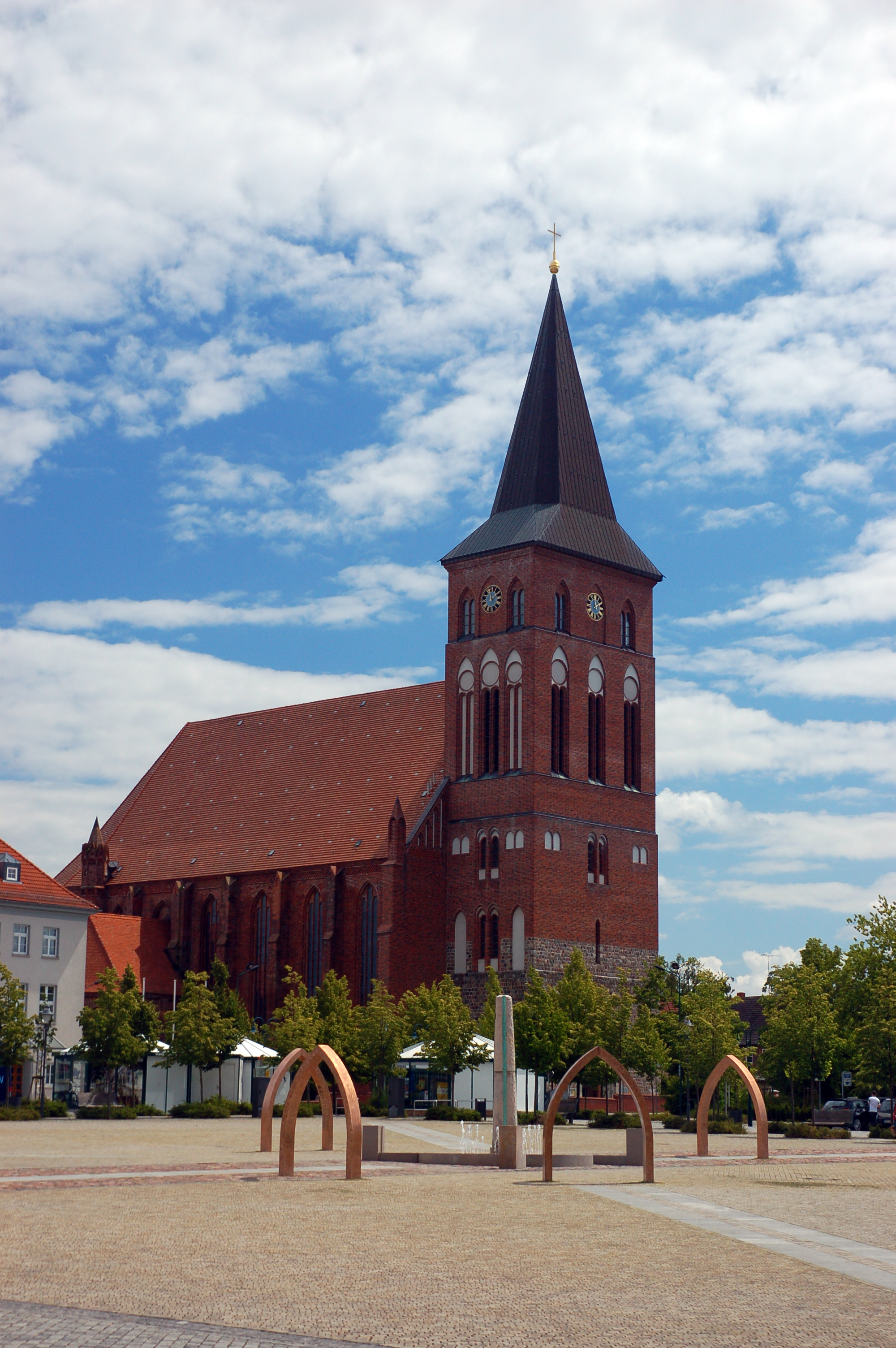
St.-Marien-Kirche